# 陈怡 (曲棍球运动员)
陈怡（1997年1月28日—），四川绵竹人，中国女子曲棍球运动员。她曾代表中国参加2020年夏季奥林匹克运动会曲棍球比赛。她也曾在2018年亚洲运动会获得一枚铜牌。